# Podział administracyjny Kościoła katolickiego w Stanach Zjednoczonych

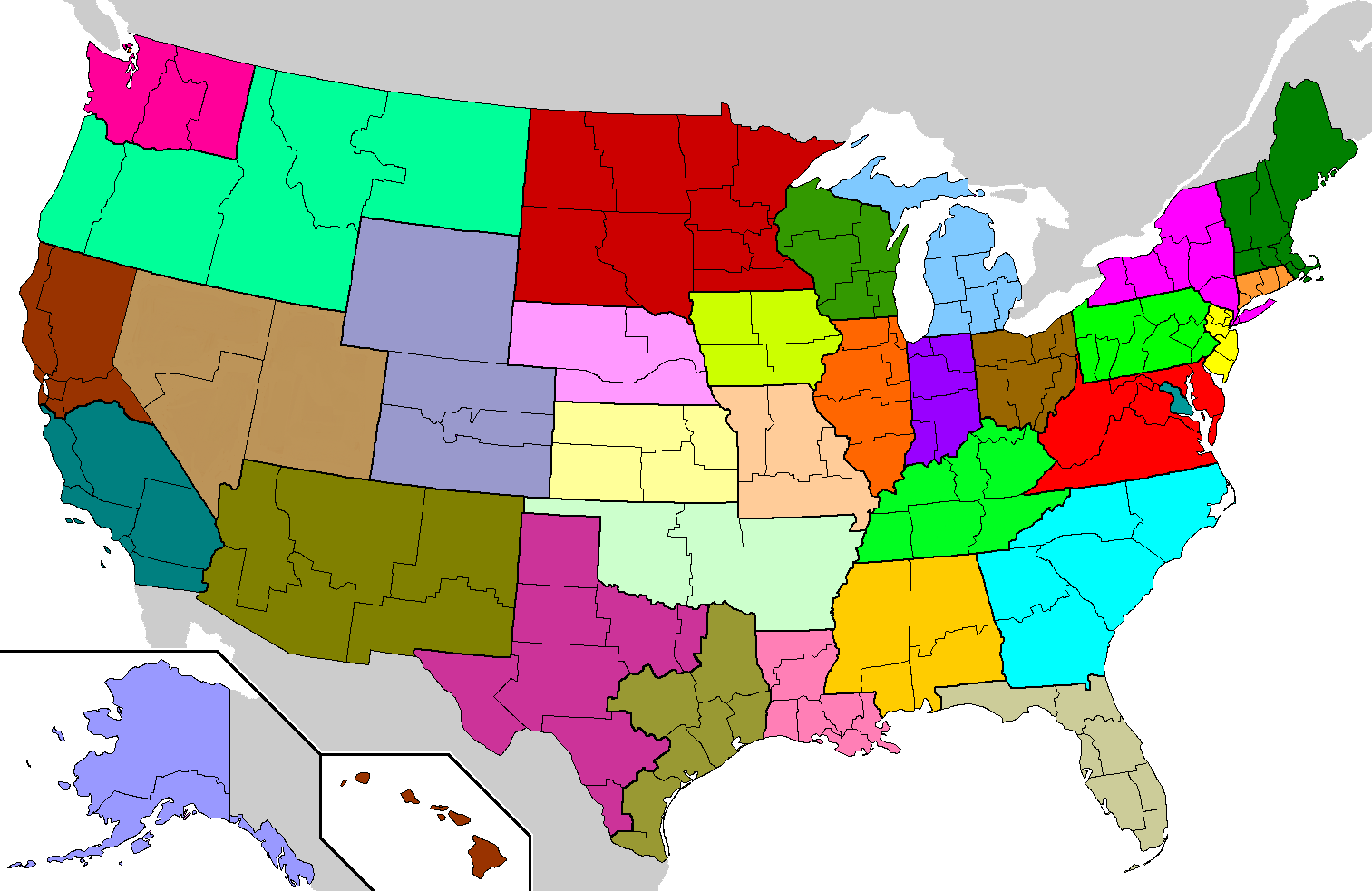
Podział administracyjny kościoła rzymskokatolickiego w Stanach Zjednoczonych

Kościół katolicki w Stanach Zjednoczonych składa się z 194 diecezji i archidiecezji obrządku łacińskiego, podzielonych na 36 metropolii, oraz z 18 administratur różnego typu, należących do katolickich Kościołów wschodnich. Terytorialnie obejmuje obszar Stanów Zjednoczonych oraz wszystkie terytoria zależne Stanów Zjednoczonych.
Nazwa diecezji i archidiecezji związana jest z nazwą miasta, w którym biskup lub arcybiskup ma swoją siedzibę. Diecezja może mieć o wiele szerszy zakres: np. eparchia (diecezja) Matki Bożej Wyzwolenia z Newark dla katolików obrządku syryjskiego, w rzeczywistości obsługuje wszystkich syryjskich katolików w całym USA i Kanadzie; diecezja Albany służy nie tylko miastu Albany, NY, ale także całej, północno-wschodniej części stanu Nowy Jork.
Wszyscy biskupi ze Stanów Zjednoczonych i Wysp Dziewiczych Stanów Zjednoczonych, diecezjalni, koadiutorzy lub pomocniczy, obrządków wschodnich lub łacińskiego, są członkami Konferencji Biskupów Katolickich Stanów Zjednoczonych. Biskupi z Puerto Rico są członkami Konferencji Episkopatu Puerto Rico, a biskupi terytoriów zależnych na Oceanie Spokojnym są członkami Konferencji Episkopatu Pacyfiku.

## Kościół rzymskokatolicki

### Metropolia Anchorage-Juneau
Metropolia jest częścią regionu XII (AK, ID, MT, OR, WA) i obejmuje w całości stan Alaska.
- Archidiecezja Anchorage-Juneau,
- Diecezja Fairbanks.

### Metropolia Atlanty
Metropolia jest częścią regionu XIV (FL, GA, NC, SC) i obejmuje w całości stany Georgia, Karolina Północna i Karolina Południowa.
- Archidiecezja Atlanty,
- Diecezja Charleston,
- Diecezja Charlotte,
- Diecezja Raleigh,
- Diecezja Savannah.

### Metropolia Baltimore
Metropolia jest częścią regionu IV (DC, DE, MD, VA, VI, WV) i obejmuje w całości stany Delaware, Wirginia, Wirginia Zachodnia oraz część stanu Maryland.
- Archidiecezja Baltimore,
- Diecezja Arlington,
- Diecezja Richmond,
- Diecezja Wheeling-Charleston,
- Diecezja Wilmington.

### Metropolia Bostonu

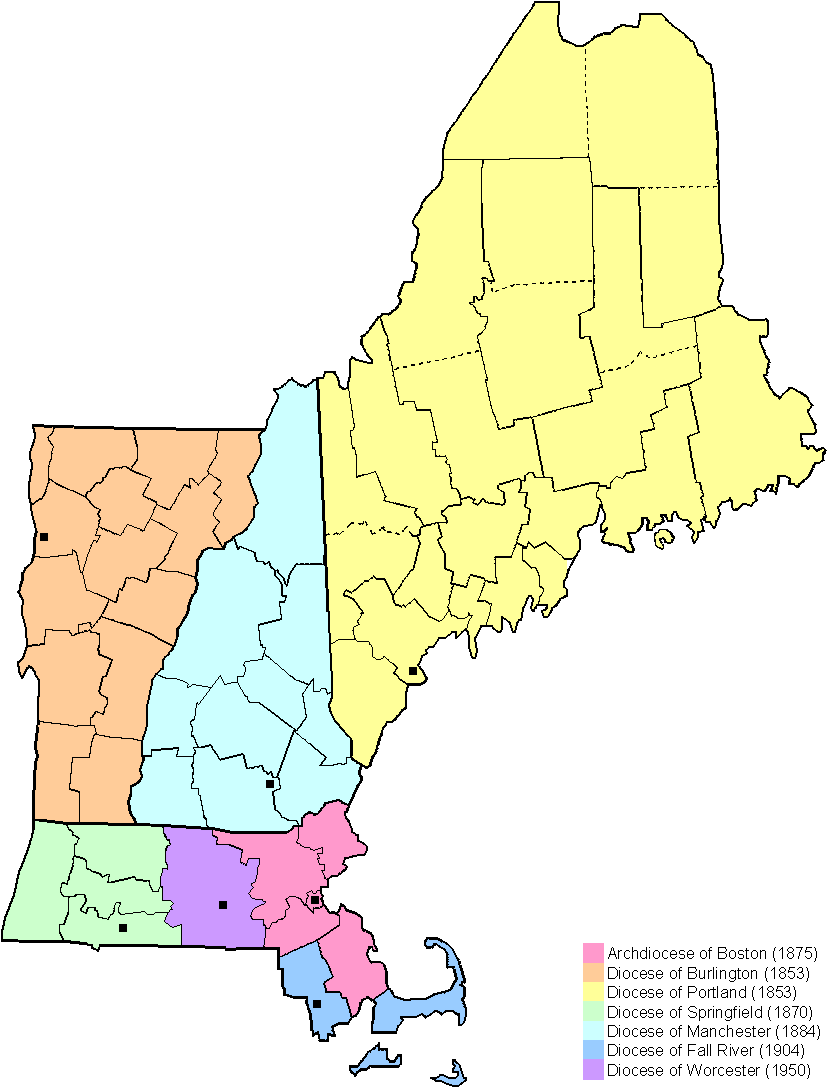
Podział terytorialny Archidiecezji Boston

Metropolia jest częścią regionu I (CT, MA, ME, NH, RI, VT) i obejmuje w całości stany Maine, Massachusetts, New Hampshire i Vermont.
- Archidiecezja Bostonu,
- Diecezja Burlington,
- Diecezja Fall River,
- Diecezja Manchester,
- Diecezja Portlandu,
- Diecezja Springfield w Massachusetts,
- Diecezja Worcester.

### Metropolia Chicago

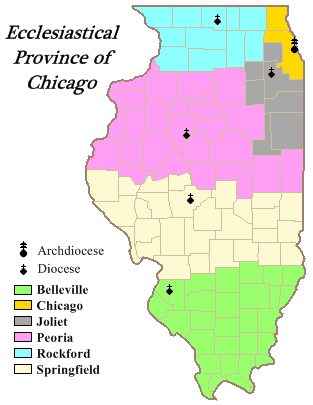
Prowincja Chicago

Metropolia częścią regionu VII (IL, IN, WI) i obejmuje w całości stan Illinois.
- Archidiecezja Chicago,
- Diecezja Belleville,
- Diecezja Joliet w Illinois,
- Diecezja Peoria,
- Diecezja Rockford,
- Diecezja Springfield w Illinois.

### Metropolia Cincinnati

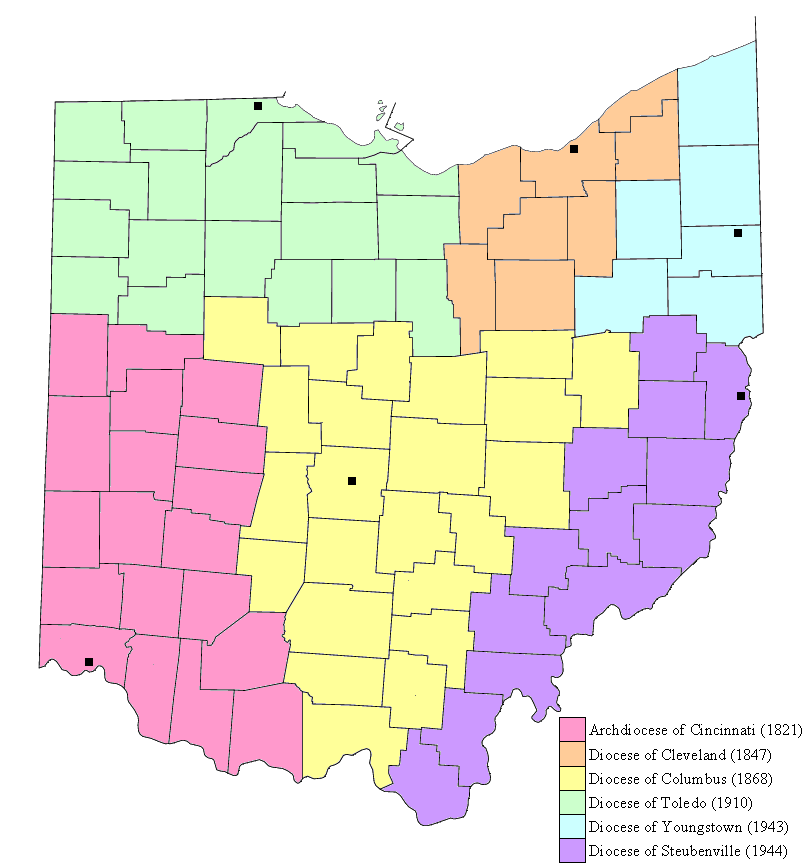
Metropolia Cincinnati

Metropolia jest częścią regionu VI (OH, MI) i obejmuje w całości stan Ohio.
- Archidiecezja Cincinnati,
- Diecezja Cleveland,
- Diecezja Columbus,
- Diecezja Steubenville,
- Diecezja Toledo,
- Diecezja Youngstown.

### Metropolia Denver
Metropolia jest częścią regionu XIII (AZ, CO, NM, WY) i obejmuje w całości stany Kolorado i Wyoming.
- Archidiecezja Denver,
- Diecezja Cheyenne,
- Diecezja Colorado Springs,
- Diecezja Pueblo.

### Metropolia Detroit

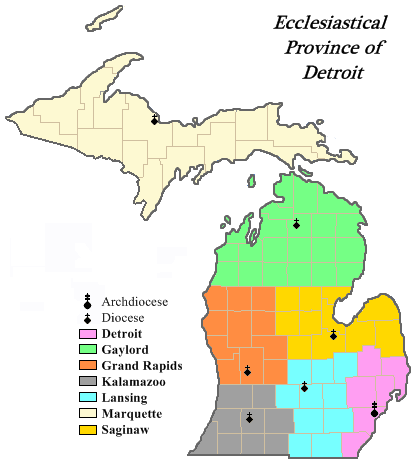
Prowincja Detroit

Metropolia jest częścią regionu VI (OH, MI) i obejmuje w całości stan Michigan.
- Archidiecezja Detroit,
- Diecezja Gaylord,
- Diecezja Grand Rapids,
- Diecezja Kalamazoo,
- Diecezja Lansing,
- Diecezja Marquette,
- Diecezja Saginaw.

### Metropolia Dubuque
Metropolia jest częścią regionu IX (IA, KS, MO, NE) i obejmuje w całości stan Iowa.
- Archidiecezja Dubuque,
- Diecezja Davenport,
- Diecezja Des Moines,
- Diecezja Sioux City.

### Metropolia Filadelfii

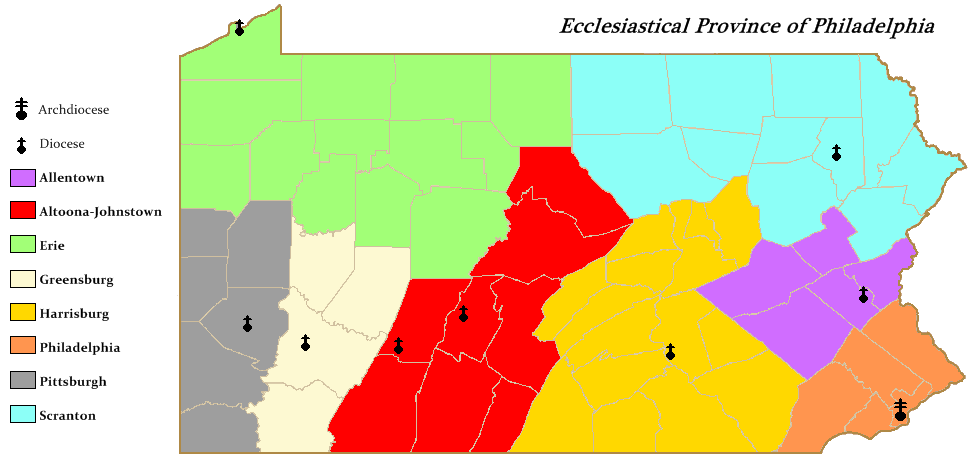
Prowincja Filadelfia

Metropolia jest częścią regionu III (NJ, PA) i obejmuje w całości stan Pensylwania.
- Archidiecezja Filadelfii,
- Diecezja Allentown,
- Diecezja Altoona-Johnstown,
- Diecezja Erie,
- Diecezja Greensburg,
- Diecezja Harrisburg,
- Diecezja Pittsburgh,
- Diecezja Scranton.

### Metropolia Galveston-Houston
Metropolia jest częścią regionu X (AR, OK, TX) i obejmuje wschodnią część stanu Teksas.
- Archidiecezja Galveston-Houston,
- Diecezja Austin,
- Diecezja Beaumont,
- Diecezja Brownsville,
- Diecezja Corpus Christi,
- Diecezja Tyler,
- Diecezja Victoria w Teksasie.

### Metropolia Hartford
Metropolia jest częścią regionu I (CT, MA, ME, NH, RI, VT) i obejmuje w całości stany Connecticut i Rhode Island.
- Archidiecezja Hartford,
- Diecezja Bridgeport,
- Diecezja Norwich,
- Diecezja Providence.

### Metropolia Indianapolis
Metropolia częścią regionu VII (IL, IN, WI) i obejmuje w całości stan Indiana.
- Archidiecezja Indianapolis,
- Diecezja Evansville,
- Diecezja Fort Wayne-South Bend,
- Diecezja Gary,
- Diecezja Lafayette w Indianie.

### Metropolia Kansas City
Metropolia jest częścią regionu IX (IA, KS, MO, NE) i obejmuje w całości stan Kansas.
- Archidiecezja Kansas City w Kansas,
- Diecezja Dodge City,
- Diecezja Salina,
- Diecezja Wichita.

### Metropolia Las Vegas
Metropolia jest częścią regionu XI (CA, HI, NV) i obejmuje stany Nevada oraz Utah.
- Archidiecezja Las Vegas,
- Diecezja Reno,
- Diecezja Salt Lake City,

### Metropolia Los Angeles
Metropolia jest częścią regionu XI (CA, HI, NV) i obejmuje środkową i południową część stanu Kalifornia.
- Archidiecezja Los Angeles,
- Diecezja Fresno,
- Diecezja Monterey,
- Diecezja Orange w Kalifornii,
- Diecezja San Bernardino,
- Diecezja San Diego.

### Metropolia Louisville
Metropolia jest częścią regionu V (AL, KY, LA, MS, TN) i obejmuje w całości stany Kentucky i Tennessee.
- Archidiecezja Louisville,
- Diecezja Covington,
- Diecezja Knoxville,
- Diecezja Lexington,
- Diecezja Memphis,
- Diecezja Nashville,
- Diecezja Owensboro.

### Metropolia Miami
Metropolia jest częścią regionu XIV (FL, GA, NC, SC) i obejmuje w całości stan Floryda.
- Archidiecezja Miami,
- Diecezja Orlando,
- Diecezja Palm Beach,
- Diecezja Pensacola-Tallahassee,
- Diecezja St. Augustine,
- Diecezja St. Petersburg,
- Diecezja Venice.

### Metropolia Milwaukee

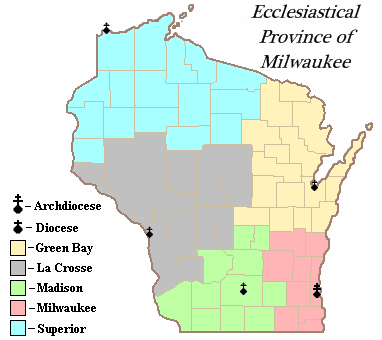
Prowincja Milwaukee

Metropolia częścią regionu VII (IL, IN, WI) i obejmuje w całości stan Wisconsin.
- Archidiecezja Milwaukee,
- Diecezja Green Bay,
- Diecezja La Crosse,
- Diecezja Madison,
- Diecezja Superior.

### Metropolia Mobile
Metropolia jest częścią regionu V (AL, KY, LA, MS, TN) i obejmuje w całości stany Alabama i Missisipi.
- Archidiecezja Mobile,
- Diecezja Biloxi,
- Diecezja Birmingham w Alabamie,
- Diecezja Jackson.

### Metropolia Nowego Orleanu
Metropolia jest częścią regionu V (AL, KY, LA, MS, TN) i obejmuje w całości stan Luizjana.
- Archidiecezja Nowego Orleanu,
- Diecezja Alexandrii,
- Diecezja Baton Rouge,
- Diecezja Houmy-Thibodaux,
- Diecezja Lafayette,
- Diecezja Lake Charles,
- Diecezja Shreveport.

### Metropolia Nowego Jorku
Metropolia jest regionem II (NY) i obejmuje w całości stan Nowy Jork.
- Archidiecezja Nowego Jorku,
- Diecezja Albany,
- Diecezja Brooklyn,
- Diecezja Buffalo,
- Diecezja Ogdensburga,
- Diecezja Rochester,
- Diecezja Rockville Centre,
- Diecezja Syracuse.

### Metropolia Newark
Metropolia jest częścią regionu III (NJ, PA) i obejmuje w całości stan New Jersey.
- Archidiecezja Newark,
- Diecezja Camden,
- Diecezja Metuchen,
- Diecezja Paterson,
- Diecezja Trenton.

### Metropolia Oklahoma City
Metropolia jest częścią regionu X (AR, OK, TX) i obejmuje w całości stany Arkansas i Oklahoma.
- Archidiecezja Oklahoma City,
- Diecezja Little Rock,
- Diecezja Tulsa.

### Metropolia Omaha
Metropolia jest częścią regionu IX (IA, KS, MO, NE) i obejmuje w całości stan Nebraska.
- Archidiecezja Omaha,
- Diecezja Grand Island,
- Diecezja Lincoln.

### Metropolia Portlandu
Metropolia jest częścią regionu XII (AK, ID, MT, OR, WA) i obejmuje w całości stany Idaho, Montana i Oregon.
- Archidiecezja Portlandu,
- Diecezja Baker,
- Diecezja Boise City,
- Diecezja Great Falls-Billings,
- Diecezja Heleny.

### Metropolia St. Louis
Metropolia jest częścią regionu IX (IA, KS, MO, NE) i obejmuje w całości stan Missouri.
- Archidiecezja St. Louis,
- Diecezja Jefferson City,
- Diecezja Kansas City-Saint Joseph,
- Diecezja Springfield-Cape Girardeau.

### Metropolia Saint Paul and Minneapolis
Metropolia jest częścią regionu VIII (MN, ND, SD) i obejmuje w całości stany Minnesota, Dakota Północna i Dakota Południowa.
- Archidiecezja Saint Paul i Minneapolis,
- Diecezja Bismarck,
- Diecezja Crookston,
- Diecezja Duluth,
- Diecezja Fargo,
- Diecezja New Ulm,
- Diecezja Rapid City,
- Diecezja Saint Cloud,
- Diecezja Sioux Falls,
- Diecezja Winona-Rochester.

### Metropolia San Antonio
Metropolia jest częścią regionu X (AR, OK, TX) i obejmuje zachodnią część stanu Teksas.
- Archidiecezja San Antonio,
- Diecezja Amarillo,
- Diecezja Dallas,
- Diecezja El Paso,
- Diecezja Fort Worth,
- Diecezja Laredo,
- Diecezja Lubbock,
- Diecezja San Angelo.

### Metropolia San Francisco
Metropolia jest częścią regionu XI (CA, HI, NV)i obejmuje północną część stanu Kalifornia oraz stan Hawaje.
- Archidiecezja San Francisco,
- Diecezja Honolulu,
- Diecezja Oakland,
- Diecezja Sacramento,
- Diecezja San Jose w Kalifornii,
- Diecezja Santa Rosa w Kalifornii,
- Diecezja Stockton.

### Metropolia Santa Fe
Metropolia jest częścią regionu XIII (AZ, CO, NM, WY) i obejmuje w całości stany Arizona i Nowy Meksyk.
- Archidiecezja Santa Fe,
- Diecezja Gallup,
- Diecezja Las Cruces,
- Diecezja Phoenix,
- Diecezja Tucson.

### Metropolia Seattle
Metropolia jest częścią regionu XII (AK, ID, MT, OR, WA) i obejmuje w całości stan Waszyngton.
- Archidiecezja Seattle,
- Diecezja Spokane,
- Diecezja Yakima.

### Metropolia waszyngtońska
Metropolia jest częścią regionu IV (DC, DE, MD, VA, VI, WV) i obejmuje część stanu Maryland, stolicę USA – Waszyngton oraz Wyspy Dziewicze Stanów Zjednoczonych.
- Archidiecezja waszyngtońska,
- Diecezja Saint Thomas.

### Metropolia Hagåtña
Metropolia jest częścią regionu XIV (FL, GA, NC, SC) i obejmuje dwa terytoria zależne: Guam i Mariany Północne oraz dwa państwa stowarzyszone z USA: Wyspy Marshalla i Mikronezja.
- Archidiecezja Hagåtña
- Diecezja Karolinów,
- Diecezja Chalan Kanoa,
- Prefektura apostolska Wysp Marshalla.

### Metropolia Samoa-Apia
Metropolia jest częścią regionu XIV (FL, GA, NC, SC) i obejmuje obszar Samoa Amerykańskiego, jednak oficjalnie jest diecezją sufragalną archidiecezji Samoa-Apia obejmującej obszar niepodległego państwa Samoa.
- Archidiecezja Samoa-Apia
- Diecezja Samoa-Pago Pago.

### Metropolia San Juan de Puerto Rico
Metropolia jest częścią regionu XIV (FL, GA, NC, SC) i obejmuje w całości państwo stowarzyszone Portoryko.
- Archidiecezja San Juan de Puerto Rico,
- Diecezja Arecibo,
- Diecezja Caguas,
- Diecezja Mayagüez,
- Diecezja Ponce.

### Archidiecezja Wojskowa
Obejmuje członków Sił Zbrojnych Stanów Zjednoczonych i ich rodziny, pracowników US Veterans Health Administration i jego pacjentów, Amerykanów w służbie rządowej za granicą, w tym członków korpusu dyplomatycznego i ich rodziny - zarówno tradycji łacińskiej i wschodniej - podlegają Archidiecezji Wojskowej Stanów Zjednoczonych, archidiecezji niemetropolitalnej (czyli bez diecezji w prowincji terytorialnej).
- Archidiecezja Wojskowa Stanów Zjednoczonych Ameryki.

## Katolickie Kościoły wschodnie

### Kościół katolicki obrządku bizantyjsko-rusińskiego

#### Metropolia Pittsburgha
Metropolia jest częścią regionu XV (obrządek wschodni).
- Archieparchia Pittsburgha,
- Eparchia Parmy,
- Eparchia Passaic,
- Eparchia Van Nuys,

### Kościół katolicki obrządku bizantyjsko-ukraińskiego

#### Metropolia Filadelfii
Metropolia jest częścią regionu XV (obrządek wschodni).
- Archieparchia Filadelfii,
- Eparchia św. Jozafata w Parmie,
- Eparchia św. Mikołaja w Chicago,
- Eparchia Stamford,

### Kościół maronicki
- Eparchia Świętego Marona w Brooklynie
- Eparchia Matki Boskiej Libańskiej w Los Angeles

### Kościół melchicki
- Eparchia Newton

### Kościół chaldejski
- Eparchia św. Tomasza Apostoła w Detroit
- Eparchia św. Piotra Apostoła w San Diego

### Kościół rumuński
- Eparchia św. Jerzego w Canton

### Kościół ormiański
- Eparchia Pani z Nareku w Glendale

### Kościół syro-malabarski
- Eparchia Świętego Tomasza Apostoła w Chicago

### Kościół syro-malankarski
- Eparchia Najświętszej Maryi, Królowej Pokoju, w Stanach Zjednoczonych i Kanadzie

### Kościół katolicki obrządku syryjskiego
- Eparchia Naszej Pani Oswobodzicielki w Newark